# Јавор
Јавор (лат. Acer) је род листопадног или зимзеленог дрвећа (ређе жбуња) из породице Sapindaceae (у појединим системима класификације, Aceraceae). Име рода потиче од латинске речи acer — „оштар”, „зашиљен” (односи се на облик листа). Домаће име јавор је словенског порекла. Род обухвата око 150 врста подељених на 17 секција (према грађи цвета, облику листа и другим морфолошким особинама).

## Изглед
Јавор може достићи висину до 30 м. Листови су величине око 15 цм, лиска је прстастог облика.
Листови су режњевити, садрже по 5 режњева, на дугим петељкама, наспрамно распоређени. Већином су прости, код неких врста перасто сложени.
Цветови су двополни или једнополни, или су биљке дводоме. Скупљени су у цвасти — гроње, гроздове или метлице. Чашица и круница са 4—5 листића (чашичних/круничних). Прашника има два пута више од круничних листића.
Плодник се састоји од два семена заметка. Плод чине две крилате орашице. Сви представници рода Acer садрже мед.

## Распрострањеност
Јавори расту у умереној зони и планинама тропских предела северне Земљине полулопте. Нарочито много врста расте у Кини и Јапану.

## Неке врсте јавора
- (кинески трорежњевити јавор)
- (клен)
- (кападокијски јавор)
- (змијокори хозое јавор)
- (јавор маљавог цвета)
- (кинески чајни јавор)
- (јавор папирасте коре)
- (планински јавор)
- (Панчићев маклен)
- (паперјасти јапански јавор)
- (маклен)
- (пајавац)
- (јаворац или глухаћ)
- (јапански јавор)
- (млеч)
- (обични јавор)
- (сребрнолисни јавор)
- (жешља)

## Употреба
Врсте јавора које расту као високо дрвеће значајан су извор дрвне грађе. Цветови су медоносни. У Канади и Сједињеним Америчким Државама значајан су природни ресурс за производњу јаворовог сирупа.

## Значај у озелењавању
Јавори спадају у најчешће коришћено дрвеће у озелењавању урбаних простора. Посебно омиљени због јесењих боја својих листова које се мењају од зелене, преко црвене и наранџасте до јарко жуте. Постоје врсте и варијетети обојених листова чија се боја не мења током целе године (црвени, жути, вишебојни итд.). Врсте које расту као високо дрвеће (млеч — A. platanoides, обични јавор — A. pseudoplatanus, сребрнолисни јавор — A. saccharinum) погодне су за дрвореде, посебно зато што њихови плодови не садрже алергене, не прљају улице нити при паду могу повредити пролазнике или оштетити возила. Од врста које образују крошње од земље могу се формирати густе и високе живе ограде (клен — Acer campestre). Врсте нижег пораста, нарочито оне обојених листова, радо се саде на зеленим површинама, солитерно или у комбинацији са другим врстама ради постизања колорита. Посебно је интересантан јапански јавор (Acer palmatum) због небројено много култивара различитих облика и боја листова. Врсте јавора, посебно оне које расту у Кини и Јапану, популарне су у бонсаи уметности.

## Занимљивости
Јавор се често среће у народним веровањима. Ова веровања најчешће се односе на јавор (обични), млеч и клен. Од њега се праве и гусле. У народној поезији и прози често се и радо спомиње. Од имена овог дрвећа образована су многа топографска имена, нарочито имена планина (Јавор — планина у западној Србији, Јаворје — насеље у општини Власотинце, Кленак — насеље у општини Рума итд.). Из имена јавора настала су и народна имена Јаворко и Јаворка.
Лист шећерног јавора (Acer saccharum) представља симбол Канаде. Налази се на државној застави, грбу и грбовима канадских провинција, али и грбовима многих градова широм света.

## Галерија
- Застава Канаде
- Грб Канаде
- Грб општине Бордовице у Чешкој
- Грб општине Јаворник (Javorník) у Чешкој
- Грб места Ахорн поред штудгарта, Немачка
- Грб општине Сведала у Шведској
- Acer sp. list
- Acer sp. list
- Acer sp. list
- Acer sp. list
- Acer sp. list
- Acer sp. list
- Acer sp. list
- Acer sp. list
- Acer sp. list
- Acer sp. list
- Acer sp. list
- Acer sp. list
- Јавор, Ботаничка башта у Ванкуверу